# Karl von Oppen
Karl August Friedrich Wilhelm Ferdinand Gustav von Oppen (né le 2 avril 1824 à Siede, arrondissement de Soldin (de) et mort le 9 mai 1896 à Altfriedland, arrondissement de Lebus (de)) est un lieutenant général prussien et commandant de Breslau.

## Biographie

### Origine
Karl est issu de la famille noble von Oppen et est le fils du lieutenant-général prussien Adolf Friedrich von Oppen (1762-1834) et de sa troisième épouse Jeannette, née von Rohr (1788-1871).

### Carrière militaire
Après avoir étudie aux maisons des cadets de Potsdam et de Berlin, Oppen est transféré le 9 août 1842 au régiment de cuirassiers de la Garde de l'armée prussienne en tant qu'enseigne Portepee. Le 18 août 1842, il est muté au régiment des Gardes du Corps. Oppen reçoit le 10 janvier 1843 le caractère de sous-lieutenant et est incorporé le 11 mai 1848. De fin octobre 1849 à fin septembre 1851, il est commandé à l'école d'équitation militaire de Schwedt . À la mi-mars 1857, il est promu capitaine et chef de la 8e compagnie du régiment des Gardes du Corps. Le 30 juin 1859, il devint commandant du 4e escadron. Promu major le 25 juin 1864, il est nommé officier d'état-major d'état-major trois jours plus tard. En cette qualité, Oppen participe en 1866, pendant la guerre contre l'Autriche, aux batailles de Skalitz, Schweinschädel et Sadowa ainsi qu'à l'encerclement de Josefstadt (de). Après la guerre, il devient le 14 janvier 1868 commandant du 1er régiment de cuirassiers du Corps à Breslau et est promu lieutenant-colonel le 22 mars 1868.
Après la mobilisation pour la guerre contre la France, Oppen devient colonel le 26 juillet 1870 et dirige son régiment à Beaumont, Sedan, Coulmiers, Orléans, Jouy-le-Potier, Loigny-Poupry, Artenay, Patay, Boissy-la-Rivière, Le Mans et le siège de Paris. En plus de la croix de fer et de la Croix du mérite militaire de Mecklembourg de 2e classe, Oppen reçoit la croix de Commandeur de l'Ordre bavarois du Mérite militaire pour son travail.
Sous position à la suite de son régiment, Oppen est nommé le 22 janvier 1874 commandant de la 11e brigade de cavalerie, également stationnée à Breslau, et est décoré de l'ordre de la Couronne à l'occasion du 200e anniversaire du 1er régiment de cuirassiers du Corps. Fin octobre 1874, il est promu général de division et devient commandant de Breslau le 9 octobre 1880 et est promu lieutenant général dans cette position à la mi-novembre 1880. En accord avec sa demande de départ, Oppen est mis à la retraite avec attribution de l'Ordre de la Couronne de 1re classe le 19 février 1885.
Après son départ, il exploite jusqu'à sa mort la propriété de sa deuxième épouse, Altfriedland. À l'occasion du 25e anniversaire de la bataille de Loigny-Poupry, l'empereur Guillaume II lui décerne l'ordre de l'Aigle rouge de 1re lasse avec des feuilles de chêne. Il décède un peu plus tard, le 9 mai 1895 à Altfriedland.

### Famille
Oppen se marie le 1er juillet 1852 à Berlin avec Valeska von Drieberg (de) (1833–1862), fille héritière du chambellan Friedrich Johann von Drieberg (de). Après sa mort, il se marie le 21 mai 1867 à Berlin avec Gabriele Marie Comtesse von Itzenplitz (1839-1901), fille de Heinrich Friedrich von Itzenplitz. Les enfants suivants sont issus des mariages :
- Luise (née en 1853) mariée en 1881 avec Arthur von Klitzing (né en 1852), fils de Max von Klitzing (de)
- Friedrich (1855-1929), chambellan prussien et maître de cérémonie marié en 1884 avec Luise comtesse von Itzenplitz (1853-1929)
- Johanne (née en 1857) mariée en 1887 avec Bogislaw comte von Pfeil und Klein-Ellguth (de) (1849–1910)[11]
- Georg (1858-1915), colonel prussien marié en 1886 avec Marie baronne von Vincke (née en 1860), parents du général de division Rudolf von Oppen (1887–1954)
- Rudolf (né en 1860), major prussien marié en 1893 avec Viktoria von Bonin (1866-1930), fille d'Adolf von Bonin
- Heinrich (1869-1925), chef de la police de Breslau marié en 1899 avec Hildegard von der Planitz (née en 1874), fille d'Ernst von der Planitz
- Karl Siegfried (né et mort en 1870)
- Guillaume (1871-1873)
- Matthias (1873-1924), conseiller du gouvernement privé marié en 1903 avec Asta von Roeder (née en 1882 et morte en 1976)
- Konrad (1875-1914), major prussien du 4e régiment de grenadiers de la Garde marié en 1906 avec Helene von Ruville (née en 1879 et morte en 1966), parents de Dietrich von Oppen
- Joachim (de) (1879–1948) marié en 1908 avec Anna von Rohr (née en 1883)
- Wilhelm (1882-1938) marié avec Marie von Arnim (née en 1883)